# Lucas Bergvall
Lucas Erik Holger Bergvall (Estocolmo, 2 de febrero de 2006) es un futbolista sueco. Puede jugar de mediocentro o pivote y su equipo actual es el Tottenham Hotspur Football Club de la Premier League, máxima categoría del fútbol inglés.

## Trayectoria
Debutó como profesional el 21 de noviembre de 2021 con IF Brommapojkarna, ingresó al minuto 83 para enfrentar a Piteå IF y ganaron 1-3 en la última fecha del campeonato de Tercera División. En su primera temporada como profesional solo disputó un partido y finalizaron el torneo del Norte en primer lugar, por lo que ascendieron a Segunda División.
En el año 2022 tuvo más participación con el primer equipo, estuvo presente en 12 partidos, de los cuales 11 fueron por el campeonato local, y uno por Copa de Suecia, además colaboró con un gol. El club ascendió a la máxima categoría del fútbol sueco tras coronarse campeón de la Superettan, desde 2018 no estaban en Primera División.
El 9 de diciembre de 2022 fue anunciado su fichaje por Djurgårdens IF Fotboll, firmó contrato hasta 2025. Comenzó a jugar la temporada 2023 en la Allsvenskan como suplente, con pocos minutos, hasta que el 24 de mayo fue titular por primera vez, instancia en la que derrotaron a BK Häcken y fue distinguido como el jugador del partido.
Su primera temporada en la máxima categoría del fútbol sueco la finalizó con 25 partidos jugados, 2 goles y 1 asistencia, en la Copa de Suecia estuvo presente en 3 oportunidades y convirtió 1 gol, llegaron hasta la semifinal. A nivel internacional de clubes tuvo su debut en el partido de ida de la segunda ronda de clasificación a la Conference League 2023-24 pero no lograron pasar de fase.
En diciembre de 2023 trascendió el interés del Fútbol Club Barcelona por la ficha de Lucas.
El 2 de febrero de 2024, en su cumpleaños 18, se anunció un acuerdo con Tottenham Hotspur Football Club, firmó hasta 2029 pero se quedó en Suecia hasta mitad de año para culminar la temporada.
Debutó en Tottenham a nivel oficial el 19 de agosto de 2024, en la fecha 1 de la Premier League, tuvo minutos frente a Leicester City, conjunto con el que empataron 1-1.
En su primera temporada con el club inglés, participó en 45 partidos, anotó 1 gol y colaboró con 4 asistencias, se coronaron campeones de la Liga Europa de la UEFA 2024-25. Debido a su nivel demostrado, el 29 de abril de 2025 firmó una extensión de contrato, hasta 2031. Fue distinguido por la afición como el mejor jugador de la temporada.

## Selección nacional
Ha sido internacional con la selección de fútbol de Suecia en las categorías juveniles sub-16, sub-17, sub-18, sub-19 y sub-21.
Fue convocado a la selección absoluta por primera vez el 6 de diciembre de 2023, para participar en un campamento de entrenamiento en Chipre. Debutó el 12 de enero de 2024, fue titular para enfrentar a Estonia y ganaron 2-1.

## Estadísticas

### Clubes
Actualizado al último partido citado el 16 de agosto de 2025.
| Club                               | Div.          | Temporada     | Liga  | Liga  | Liga   | Copas nacionales | Copas nacionales | Copas nacionales | Copas internacionales | Copas internacionales | Copas internacionales | Total | Total | Total  |
| Club                               | Div.          | Temporada     | Part. | Goles | Asist. | Part.            | Goles            | Asist.           | Part.                 | Goles                 | Asist.                | Part. | Goles | Asist. |
| ---------------------------------- | ------------- | ------------- | ----- | ----- | ------ | ---------------- | ---------------- | ---------------- | --------------------- | --------------------- | --------------------- | ----- | ----- | ------ |
| IF Brommapojkarna · Suecia         | 3.ª           | 2021          | 1     | 0     | 0      | —                | —                | —                | —                     | —                     | —                     | 1     | 0     | 0      |
| IF Brommapojkarna · Suecia         | 2.ª           | 2022          | 11    | 1     | 1      | 1                | 0                | 0                | —                     | —                     | —                     | 12    | 1     | 1      |
| IF Brommapojkarna · Suecia         | Total club    | Total club    | 12    | 1     | 1      | 1                | 0                | 0                | 0                     | 0                     | 0                     | 13    | 1     | 1      |
| Djurgårdens IF · Suecia            | 1.ª           | 2023          | 25    | 2     | 1      | 3                | 1                | 0                | 1                     | 0                     | 0                     | 29    | 3     | 1      |
| Djurgårdens IF · Suecia            | 1.ª           | 2024          | 12    | 3     | 1      | 6                | 3                | 4                | 0                     | 0                     | 0                     | 18    | 6     | 5      |
| Djurgårdens IF · Suecia            | Total club    | Total club    | 37    | 5     | 2      | 9                | 4                | 4                | 1                     | 0                     | 0                     | 47    | 9     | 6      |
| Tottenham Hotspur F. C. Inglaterra | 1.ª           | 2024-25       | 27    | 0     | 1      | 6                | 1                | 0                | 12                    | 0                     | 3                     | 45    | 1     | 4      |
| Tottenham Hotspur F. C. Inglaterra | 1.ª           | 2025-26       | 1     | 0     | 0      | -                | -                | -                | 1                     | 0                     | 0                     | 2     | 0     | 0      |
| Tottenham Hotspur F. C. Inglaterra | Total club    | Total club    | 28    | 0     | 1      | 6                | 1                | 0                | 13                    | 0                     | 3                     | 47    | 1     | 4      |
| Total carrera                      | Total carrera | Total carrera | 77    | 6     | 4      | 16               | 5                | 4                | 14                    | 0                     | 3                     | 107   | 11    | 11     |
| 1. 2.                              |               |               |       |       |        |                  |                  |                  |                       |                       |                       |       |       |        |

### Selección
Actualizado al último partido citado el 19 de noviembre de 2024.
| Selección         | Temporada         | Continental | Continental | Continental | Mundial | Mundial | Mundial | Amistosos | Amistosos | Amistosos | Total | Total | Total  |
| Selección         | Temporada         | Part.       | Goles       | Asist.      | Part.   | Goles   | Asist.  | Part.     | Goles     | Asist.    | Part. | Goles | Asist. |
| ----------------- | ----------------- | ----------- | ----------- | ----------- | ------- | ------- | ------- | --------- | --------- | --------- | ----- | ----- | ------ |
| Sub-15 · Suecia   | 2021              | —           | —           | —           | —       | —       | —       | 2         | 0         | 0         | 2     | 0     | 0      |
| Sub-15 · Suecia   | Total sel.        | 0           | 0           | 0           | 0       | 0       | 0       | 2         | 0         | 0         | 2     | 0     | 0      |
| Sub-16 · Suecia   | 2022              | —           | —           | —           | —       | —       | —       | 4         | 2         | 0         | 4     | 2     | 0      |
| Sub-16 · Suecia   | Total sel.        | 0           | 0           | 0           | 0       | 0       | 0       | 4         | 2         | 0         | 4     | 2     | 0      |
| Sub-19 · Suecia   | 2023-24           | 1           | 0           | 0           | —       | —       | —       | -         | -         | -         | 1     | 0     | 0      |
| Sub-19 · Suecia   | Total sel.        | 1           | 0           | 0           | 0       | 0       | 0       | 0         | 0         | 0         | 1     | 0     | 0      |
| Sub-21 · Suecia   | 2023-24           | 4           | 1           | 0           | —       | —       | —       | 1         | 0         | 1         | 5     | 1     | 1      |
| Sub-21 · Suecia   | Total sel.        | 4           | 1           | 0           | 0       | 0       | 0       | 1         | 0         | 1         | 5     | 1     | 1      |
| Absoluta · Suecia | 2024              | 3           | 0           | 0           | —       | —       | —       | 1         | 0         | 0         | 4     | 0     | 0      |
| Absoluta · Suecia | 2025              | 0           | 0           | 0           | —       | —       | —       | 0         | 0         | 0         | 0     | 0     | 0      |
| Absoluta · Suecia | Total sel.        | 3           | 0           | 0           | 0       | 0       | 0       | 1         | 0         | 0         | 4     | 0     | 0      |
| Total selecciones | Total selecciones | 8           | 1           | 0           | 0       | 0       | 0       | 8         | 2         | 1         | 16    | 3     | 1      |
| 1.                |                   |             |             |             |         |         |         |           |           |           |       |       |        |

## Palmarés

### Títulos internacionales
| Título                 | Equipo                  | Sede   | Año  |
| ---------------------- | ----------------------- | ------ | ---- |
| Liga Europa de la UEFA | Tottenham Hotspur F. C. | Bilbao | 2025 |

### Títulos nacionales
| Título     | Equipo            | País   | Año  |
| ---------- | ----------------- | ------ | ---- |
| Ettan      | IF Brommapojkarna | Suecia | 2021 |
| Superettan | IF Brommapojkarna | Suecia | 2022 |

### Distinciones individuales
| Distinción                                                                             | Año  |
| -------------------------------------------------------------------------------------- | ---- |
| Parte de los 60 mejores jugadores jóvenes del mundo para The Guardian (categoría 2006) | 2023 |
| Parte de los 30 mejores jugadores sub-20 del mundo para L'Équipe                       | 2024 |
| Nominado al Premio Golden Boy                                                          | 2025 |
| Mejor jugador de la temporada del Tottenham Hotspur para la afición                    | 2025 |